# Mario Branchi
Mario Branchi, né le 1er mai 1951 à Montespertoli en Toscane, est un coureur cycliste italien, professionnel de 1974 à 1976.

## Palmarès
- 1971
  - Coppa Città del Marmo
- 1973
  - Florence-Viareggio
  - Grand Prix du commerce et de l'artisanat de Quarrata

## Résultats sur les grands tours

### Tour d'Italie
2 participations
- 1974 : abandon
- 1975 : 64e

### Tour d'Espagne
1 participation
- 1975 : 48e